# Coupe d'Europe des vainqueurs de coupe masculine de handball 1992-1993
Navigation
Coupe des Coupes 1991-1992 Coupe des Coupes 1993-1994
La Coupe d'Europe des vainqueurs de coupe masculine de handball 1992-1993 est la 18e édition de la Coupe d'Europe des vainqueurs de coupe masculine de handball.
Organisée par la Fédération internationale de handball (IHF), la compétition est ouverte à 30 clubs européens de handball d'associations membres de l'IHF. Ces clubs sont qualifiés en fonction de leurs résultats dans leur pays d'origine lors de la saison 1991-1992. Il s'agit de la dernière édition organisée par l'IHF, la Fédération européenne de handball (EHF), créée en 1992, ayant la charge des éditions suivantes de la compétition.
Elle est remportée par le club français de l'OM Vitrolles, vainqueur en finale du club hongrois du Fotex Veszprém SE, tenant du titre.

## Résultats

### Premier tour
| Équipe 1                  | Score   | Équipe 2             | Aller | Retour |
| ------------------------- | ------- | -------------------- | ----- | ------ |
| TJ VSC Košice             | 24 – 47 | OM Vitrolles         | 13-22 | 11-25  |
| Minaur Baia Mare          | 44 – 44 | Rába ETO Győr        | 24-19 | 20-25  |
| Alzira Avidesa            | 56 – 28 | HV Sittardia         | 29-9  | 27-19  |
| Grasshopper Zurich        | 37 – 40 | HC Herstal-Liège     | 21-17 | 16-23  |
| Dinamo Astrakhan          | 59 – 39 | SKA Lvov             | 34-17 | 25-22  |
| RK Promurka Murska Sobota | 45 – 60 | RK Medveščak Zagreb  | 21-25 | 24-35  |
| Vestel Manisaspor         | 32 – 38 | Fílippos Véria       | 16-13 | 16-25  |
| Hapoël Rishon LeZion      | 67 – 25 | AEL Limassol         | 25-12 | 42-13  |
| Maistas Klaipėda          | 57 – 46 | Atlas Vantaa         | 33-17 | 24-29  |
| Stavanger IF              | 57 – 58 | Valur Reykjavík      | 22-24 | 35-34  |
| HB Echternach             | 33 – 42 | UHC Stockerau        | 20-20 | 13-22  |
| Pallamano Trieste         | 52 – 50 | Sporting CP Lisbonne | 32-20 | 20-30  |
| HC Riga                   | 48 – 47 | Petrochemia Płock    | 30-24 | 18-23  |
| IFK Skövde HK             | 41 – 42 | Kolding IF           | 19-18 | 22-24  |

Le club hongrois du Fotex Veszprém SE, tenant du titre, et le club allemand du TUSEM Essen, du fait de la présence en finale l'année précédente du TSV Milbertshofen, sont exemptés de ce premier tour et directement qualifiés pour les huitièmes de finale

### Huitièmes de finale
| Équipe 1             | Score   | Équipe 2            | Aller | Retour |
| -------------------- | ------- | ------------------- | ----- | ------ |
| OM Vitrolles         | 64 – 48 | Minaur Baia Mare    | 29-23 | 35-25  |
| Alzira Avidesa       | 55 – 33 | HC Herstal-Liège    | 27-16 | 28-17  |
| Dinamo Astrakhan     | 46 – 44 | RK Medveščak Zagreb | 27-18 | 19-26  |
| Hapoël Rishon LeZion | 47 – 48 | Fílippos Véria      | 23-17 | 24-31  |
| Valur Reykjavík      | 49 – 46 | Maistas Klaipėda    | 28-24 | 21-22  |
| UHC Stockerau        | 35 – 47 | TUSEM Essen         | 19-23 | 16-24  |
| HC Riga              | 51 – 46 | Pallamano Trieste   | 27-20 | 24-26  |
| Fotex Veszprém SE    | 58 – 47 | Kolding IF          | 30-27 | 28-20  |

### Quarts de finale
| Équipe 1         | Score   | Équipe 2          | Aller | Retour |
| ---------------- | ------- | ----------------- | ----- | ------ |
| Alzira Avidesa   | 37 – 40 | OM Vitrolles      | 23-16 | 14-24  |
| Dinamo Astrakhan | 37 – 39 | Fílippos Véria    | 24-19 | 13-20  |
| TUSEM Essen      | 48 – 41 | Valur Reykjavík   | 23-14 | 25-27  |
| HC Riga          | 49 – 53 | Fotex Veszprém SE | 22-22 | 27-31  |

Matchs de l'OM Vitrolles
- Match aller : Alzira Avidesa b. OM Vitrolles 23-16 (9-7)[1].
  - Alzira Avidesa : Esquer (1), Otero (4), R. Marin (1), Sala (0), Alemany (3), Selma (4), Franch (3), Dumitru (1), Chtchepkine (0), Berbece (6, dont 3 pen.). Peg, Fort.
  - OM Vitrolles : Cochard (0), Maurelli (2), Jacques (0), Volle (1), Kuzmanovski (3), Quintin (3), Gardent (1), Perreux (4 dont 1 pén), Richardson (2), Bouaouli (0). Bašić, Martini
- Match retour : OM Vitrolles b. Alzira Avidesa 24-14 (9-8)[2]
  - OM Vitrolles : Jacques (1), Maurelli (0), Volle (5), Isaković (2), Kuzmanovski (5, dont 2 pen.), Quintin (0), Gardent (1), Perreux (5, dont 2 pen.), Richardson (5), Bouaouli (0). Bašić , Martini
  - Alzira Avidesa : Esquer (0), Otero  (0), Marin (1), Sala (2), Alemany (4), Selma (3, dont 2 pen.), Franch (2), Dumitru (0), Chtchepkine (0), Berbece (2, dont 1 pen.). Peg, Fort.

### Demi-finale
| Équipe 1          | Score   | Équipe 2       | Aller | Retour |
| ----------------- | ------- | -------------- | ----- | ------ |
| OM Vitrolles      | 54 – 36 | Fílippos Véria | 27-14 | 27-22  |
| Fotex Veszprém SE | 52 – 40 | TUSEM Essen    | 29-18 | 23-22  |

Matchs de l'OM Vitrolles
- Match aller : OM Vitrolles b. Filippos Verias 27-14[3].
  - OM Vitrolles : Richardson (5), Perreux (5, dont 3 pen.), E. Quintin (4), Cochard (4), Volle (3), Gardent (2), Kuzmanovski (2), Bouaouli (2).
  - Filippos Verias : Psardolidis (4), Poulidis (3 pen.), Sarafis (3), Aposblidis (2), Triantasilidis (2).

- Match retour : OM Vitrolles b. Filippos Verias 27-22 (13-12)[4].
  - OM Vitrolles : Gardent (6), Perreux (6, dont 3 pen.), Volle (6), Jacques (4), E. Quintin (3), Kuzmanovski (1), Richardson (1).
  - Filippos Verias : Sarafis (8), Pasardelidis (3), Délias (3), Poulidis (2), Triantasillidis (2, dont 1 pen.), Aposblidis (2), Tovtsir (1 pen.), Stojikovic (1).

### Finale
| Équipe 1          | Score   | Équipe 2     | Aller | Retour |
| ----------------- | ------- | ------------ | ----- | ------ |
| Fotex Veszprém SE | 43 – 46 | OM Vitrolles | 22-23 | 21-23  |

#### Finale aller
| 23 mai 1993 | Fotex Veszprém SE | 22 - 23   | OM Vitrolles         | Veszprém |
| 23 mai 1993 | József Éles 9     | (11 - 11) | Jackson Richardson 7 | Veszprém |
| 23 mai 1993 | Handball Hebdo    |           |                      | Veszprém |

| Fotex Veszprém SE  |                |
| Gardiens :         |                |
| Zsolt Perger       |                |
| Ľubomír Švajlen    |                |
| Joueurs de champ : |                |
| József Éles        | 9, dont 4 pen. |
| Igor Zubjuk        | 4              |
| László Brenner     | 3              |
| István Gulyás      | 3              |
| Lajos Török        | 2              |
| Iouri Zhitnikov    | 1 pen.         |
| István Csoknyai    | 0              |
| László Sótonyi     | 0              |
| György Zsigmond    | 0              |

| OM Vitrolles         |                |
| Gardiens :           |                |
| Mirko Bašić          |                |
| Bruno Martini        |                |
| Joueurs de champ :   |                |
| Jackson Richardson   | 7              |
| Thierry Perreux      | 6, dont 4 pen. |
| Frédéric Volle       | 5              |
| Philippe Gardent     | 2              |
| Slobodan Kuzmanovski | 2              |
| Pascal Jacques       | 1              |
| Mile Isaković        | 0              |
| Éric Quintin         | 0              |

#### Finale retour
| 30 mai 1993 | OM Vitrolles      | 23 - 21        | Fotex Veszprém SE | Palais des sports, Marseille Affluence : 6 000 |
| 30 mai 1993 | Thierry Perreux 6 | (12 - 11)      | József Éles 8     | Palais des sports, Marseille Affluence : 6 000 |
| 30 mai 1993 | ×4                | Handball Hebdo | ×4                | Palais des sports, Marseille Affluence : 6 000 |

| OM Vitrolles         |                         |         |
| Gardiens :           |                         |         |
| Mirko Bašić          |                         | 1re-27e |
| Bruno Martini        |                         | 27e-60e |
| Joueurs de champ :   |                         |         |
| Jean-Jacques Cochard |                         |         |
| Pascal Jacques       |                         |         |
| Frédéric Volle       |                         | 3       |
| Mile Isaković        | Suspension              | 1       |
| Slobodan Kuzmanovski | Suspension · Suspension | 5       |
| Éric Quintin         |                         | 1       |
| Philippe Gardent     | Suspension              | 2       |
| Thierry Perreux      |                         | 6       |
| Jackson Richardson   |                         | 5       |
| Hassan Bouaouli      |                         |         |
| Entraîneur :         |                         |         |
| Mile Isaković        |                         |         |

| Fotex Veszprém SE  |            |         |
| Gardiens :         |            |         |
| Ľubomír Švajlen    |            | 1re-60e |
| Zsolt Perger       |            |         |
| Joueurs de champ : |            |         |
| Iouri Zhitnikov    | Suspension |         |
| Lajos Török        |            | 2       |
| László Sótonyi     |            | 3       |
| László Brenner     |            |         |
| József Éles        |            | 8       |
| István Gulyás      | Suspension |         |
| Igor Zubjuk        | Suspension | 4       |
| István Csoknyai    | Suspension | 1       |
| Attila Kalocsai    |            | 1       |
| György Zsigmond    |            | 2       |
| Entraîneur :       |            |         |
| Attila Joósz       |            |         |

## Les champions d'Europe
| Vainqueur de la Coupe d'Europe des vainqueurs de coupe 1992-1993 OM Vitrolles 1er titre |